# ماكريل الفرس المتوسطي
ماكريل الفرس المتوسطياو الإسقمري الحصاني المتوسط (Trachurus mediterraneus)، والذي يُعرف أيضًا بإسقمري البحر الأسود، هو نوع من الأسماك الإسقمري ينتمي إلى فصيلة الشيميات والموجود في شرق المحيط الأطلسي من خليج بسكاي إلى موريتانيا، بما في ذلك البحر الأبيض المتوسط. هو سمكة بحرية في نطاق ما قبل القاع تعيش في المناطق الشبه مدارية ويمكن أن يصل طولها إلى 60 سم (24 بوصة). في البلدان القريبة من البحر الأبيض المتوسط والبحر الأسود، ويشكل نسبة كبيرة من محصول الأسماك، إذ يمثل 54% من الأسماك التي تُصطاد في البحر الأسود. على الرغم من الصيد الجائر في الثمانينات، استقرت أعداد المصيدات ويُصنفه الاتحاد الدولي لحفظ الطبيعة على أنه أقل تهديدًا.

## التصنيف والتطور
وصف عالم الأسماك والزواحف النمساوي فرانز ستاينداخنر ماكريل الفرس أول مرة في عام 1868 وأطلق عليها اسم كارانكس تراكورس متوسطي. كما وُصفت مرتين أخريين، من قبل واي. جي. أليف في عام 1956 وجي. داردينياك وأ. فنسنت. يأتي اسم جنسها من الجذور اليونانية (trachys) التي تعني "خشن" و(oura) التي تعني "ذيل".

## الوصف
ماكريل الفرس المتوسطي هو سمكة طويلة الجسم مضغوطة (حتى 60 سم (24 بوصة) في الطول، الطول الشائع 30 سم (12 بوصة)) برأس كبير وفك سفلي بارز. الخياشيم صغيرة ومتقاربة والعينان محميان بجفن دهني متطور. الفك العلوي كبير وعريض أيضًا. جسمه داكن اللون، أزرق إلى رمادي إلى أسود على الظهر وعلى قمة الرأس، بينما الثلثان السفليان من الجسم لونهما أبيض إلى فضي. الزعنفة الذيلية صفراء ولها علامة سوداء مميزة خلف الغطاء الخيشومي مباشرة. لديها 36-41 عضمة خيشومية والزعفة الشرجية يسبقها شوكان منفصلان.

## الانتشار والموطن

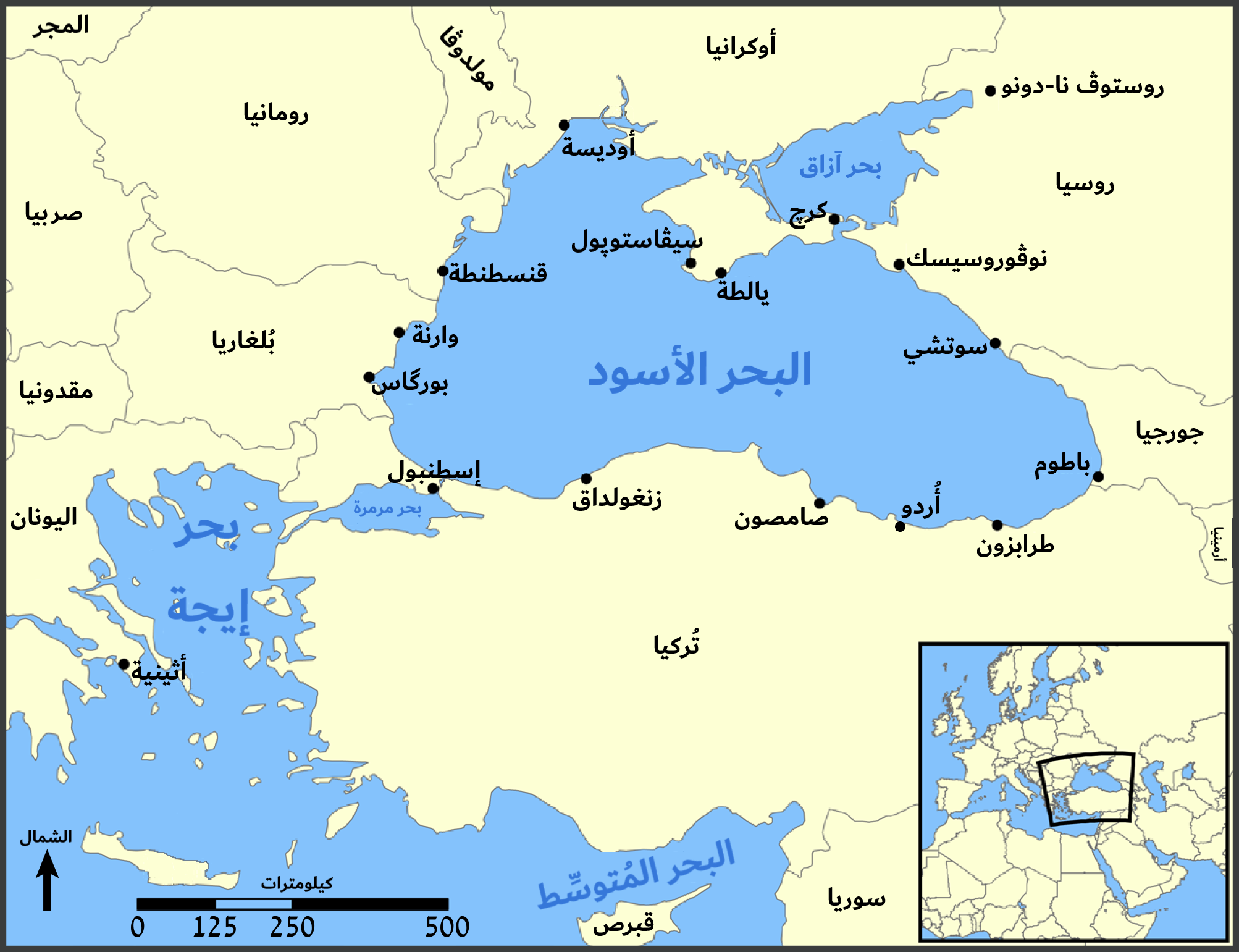
خريطة منطقة البحر الأسود

يعيش ماكريل الفرس المتوسطي في المياه الفرعية المدارية عبر كافة أنحاء المحيط الأطلسي الشرقي، وذلك ابتداءً من خليج بسكاي وحتى موريتانيا، وكذلك يتواجد في البحر الأبيض المتوسط، وأرخبيل إيجة، والبحر الأسود، وبحر مرمرة، والجنوب الغربي من بحر آزوف. يمتد موطنه حسب خط العرض من 49 درجة شمالاً إلى 28 درجة شمالاً، أما حسب خط الطول فيمتد موطنه من 13 درجة غرباً إلى 43 درجة شرقاً.
تتواجد السلالة الفرعية T. m. mediterraneus في البحر الأوسط، بينما السلالة الفرعية T. m. ponticus والتي تسمى أيضاً ماكريل البحر الاسود، فهي مستوطنة في البحر الأسود، وبحر مرمرة، وبحر آزوف. تتواجد السلالة الفرعية T. m. ponticus في المياه الإقليمية لكل دولة تطل على البحر الأسود وهي: بلغاريا، وجورجيا، ورومانيا، وروسيا، وتركيا، وأوكرانيا. لا تنعزل تجمعات السلالات الفرعية عن بعضها البعض، وتحدث بعض الهجرات المحدودة بين البحار. إذ عُثر على نسل هجين في الطبيعة.
أما عن عمق موطنه النموذجي فهو يتراوح بين 5 إلى 250 مترًا (16 إلى 820 قدمًا)، وعلى الرغم من ذلك يمكن العثور عليه على أعماق تصل إلى 500 متر (1600 قدم). يعيش بالقرب من قاع المحيط، وعلى الرغم من ذلك فإنه يتجمع أحيانًا على شكل أسراب بالقرب من السطح.

## الأحياء والبيئة
ماكريل الفرس المتوسطي هي نوع بحري يفضل المياه قليلة الملوحة والدرجات الحرارية شبه الاستوائية. كما أنها تعتبر من الأسماك المهاجرة داخل موطنها الأصلي، إذ تنتقل أسرابها داخل المسطحات المائية التي تعيش فيها. تتغذى بشكل رئيسي على السردين والأنشوجة والقشريات الصغيرة. تتجمع أسماك ماكريل الفرس المتوسطي على شكل قطعان مع أنواع أخرى من جنسها، مثل سمكة الشاخورة وإسقمري بلوجاك.
مثل جميع أنواع الإسقمري الأخرى، فإن تكاثر ماكريل الفرس يحدث عن طريق وضع البيض (بيوضية). وتنقسم دورة التكاثر الخاصة به إلى ثلاث مراحل مميزة وهي مرحلة ما قبل التكاثر ومرحلة التكاثر ومرحلة ما بعد التكاثر. تحدث مرحلة ما قبل التكاثر من شهر يناير إلى أبريل وتحدث مرحلة ما بعد التكاثر من سبتمبر إلى ديسمبر. خلال هذه الفترات، تكون الغدد التناسلية أصغر بكثير من مرحلة التكاثر. يحدث التزاوج في الصيف من مايو إلى أغسطس، إذ ينمو كل من الخصيتين والمبيضين بشكل ملحوظ في الحجم. يصبح لون المبيضين برتقاليًا داكنًا وتصبح البيوض ظاهرة على السطح. يحدث النمو الجنيني خلال 24-26 ساعة. تكون البيوض بحرية ويبلغ طولها 0.71-0.92 مم (0.028-0.036 بوصة). ينضج السمك جنسيًا في عمر سنتين ويبلغ طوله حوالي 16 سم (6.3 بوصة) لكل من الذكور والإناث.
يتعرض هذا الكائن للطفيليات من قبل أحادية العائل مثل سوداكسين تراشوري [الإنجليزية].

## التفاعل البشري

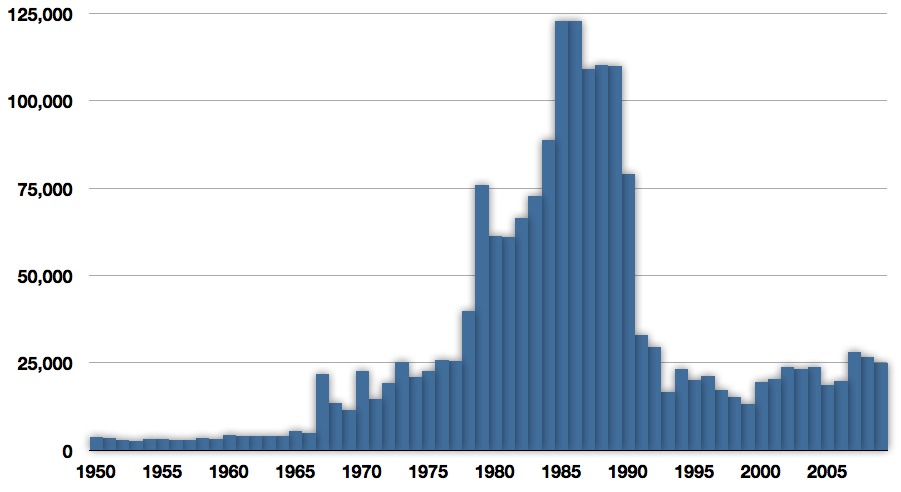
الصيد التجاري لسمك ماكريل الفرس في البحر الأبيض المتوسط بالأطنان من عام 1950 إلى عام 2009

يعتبر ماكريل الفرس المتوسطي موردًا مهمًا في منطقة البحر الأبيض المتوسط والبحر الأسود. إذ يشكل 54% من المصيدات في البحر الأسود و39% في بحر مرمرة. أما في بحر إيجه والبحر الأبيض المتوسط، فإنه لا يشكل سوى 3-4% من المصيدات السنوية. الشباك الثابتة والجرافة [الإنجليزية] هي طرق شائعة تستخدم لصيده. إلى جانب سمكة الشاخورة، فهو واحد من نوعين من سمك الطرخورة الموجودين في البحر الأبيض المتوسط. نظرًا لأنه يشكل أسرابًا كثيفة ويعيش في المياه الضحلة، فإن ماكريل الفرس المتوسطي هو النوع الأكثر شيوعًا في الصيد. إلى جانب الأنشوفة الأوروبية، فإنه يشكل 59% من إنتاج المأكولات البحرية في تركيا.
على الرغم من اصطياده بانتظام في مصايد الأسماك متعددة الأنواع، فإن الاتحاد الدولي لحفظ الطبيعة يصنف أسماك ماكريل الفرس المتوسطي على أنه أقل تهديدا. يعمل نطاقه الواسع كحاجز للحد من الانخفاض الحاد في أعداده، ولم يُرصد أي انخفاض حاد في السنوات الأخيرة، حيث استقرت المصيدات خلال العقد الماضي. أدى الصيد الجائر في الثمانينيات إلى انخفاض حاد في المصيدات في البحرين الأسود ومرمرة، ولكنه أصبح مستقرًا منذ ذلك الحين. طُبقت بعض إجراءات الحفظ في بعض الدول الأوروبية. يبلغ الحد الأدنى لطول المصيد 15 سم (5.9 بوصة) في الاتحاد الأوروبي، و10 سم (3.9 بوصة) في أوكرانيا، و12 سم (4.7 بوصة) في رومانيا وبلغاريا، و13 سم (5.1 بوصة) في تركيا.